# Krescencja Valls Espí
Crescencia Valls Espi (ur. 9 czerwca 1863 w Onteniente zm. 26 września 1936) – Błogosławiona Kościoła katolickiego.

## Życiorys
Została ochrzczona w dniu 10 czerwca 1863 roku w kościele parafialnym Santa Maria. Przeszła szkolenie w ramach kształcenia ogólnego. Wstąpiła do Akcji Katolickiej i innych stowarzyszeń apostolskich. W czasie wojny domowej w Hiszpanii 26 września 1936 roku została uwięziona wraz z trzema siostrami. Po kilku godzinach niewoli poniosła śmierć męczeńską z okrzykiem na ustach: "Niech żyje Chrystus Król".
Została beatyfikowana w grupie Józef Aparicio Sanz i 232 towarzyszy przez papieża Jana Pawła II w dniu 11 marca 2001 roku.